# Pierre Manach
Pierre Manach foi um anarquista espanhol e negociador de arte que no ano de 1901 acolheu o jovem Pablo Picasso em sua casa em Paris. Este fato fez com que Picasso fosse ele próprio investigado pela polícia francesa.
Manach está entre um dos retratados pelo pintor naquele mesmo ano.